# Lisieux
Lisieux is een stad en gemeente in het Franse departement Calvados, in de regio Normandië. De gemeente telde op 1 januari 2022 19.540 inwoners. Lisieux ligt aan de Touques. Het is een onderprefectuur van de Calvados en hoofdplaats van het arrondissement Lisieux en van 3 kantons. Ook is het de belangrijkste plaats van het Pays d'Auge. De stad is een katholiek bedevaartsoord voor de heilige Theresia van Lisieux.

## Geschiedenis
In de Gallo-Romeinse tijd stond Lisieux bekend als Noviomagus of Noviomagus Lexoviorum, genoemd naar de Gallische stam Lexovii. De stad had een amfitheater, tempels, thermen en overheidsgebouwen. In de 3e eeuw werd de stad bezet door de Saksen. In de 10e eeuw werd de stad geplunderd door de eerste hertog van Normandië, Rollo. In de Middeleeuwen en de Renaissance kende de stad een periode van voorspoed, onder de regering van de bisschoppen, die ook de titel graaf mochten dragen. De zetel van het bisdom was de Sint-Pieterskathedraal van Lisieux. In de 12e eeuw werd de stad in brand gestoken door de Bretonse troepen, en in de Honderdjarige Oorlog werd Lisieux geplunderd door de Engelsen.
Vanaf de 15e eeuw bloeide de textielnijverheid in Lisieux. Er werd zowel wol als linnen verwerkt. In de 19e eeuw telde de stad verschillende textielfabrieken. In 1906 steeg de eerste helikopter op in Lisieux.
Op 6 juni 1944 werd een groot deel van de oude stad verwoest door een bombardement, de kathedraal bleef gespaard. Op 23 augustus 1944 werd Lisieux bevrijd door de geallieerden.
De stad werd op 2 juni 1980 bezocht door paus Johannes-Paulus II.

## Demografie
Onderstaande figuur toont het verloop van het inwonertal (bron: INSEE-tellingen).
Vanwege een beveiligingsprobleem met de MediaWiki Graph-software is het momenteel niet mogelijk deze grafiek weer te geven. Zodra de software is bijgewerkt zal de grafiek vanzelf weer zichtbaar worden.

## Bezienswaardigheden

### Theresia van Lisieux

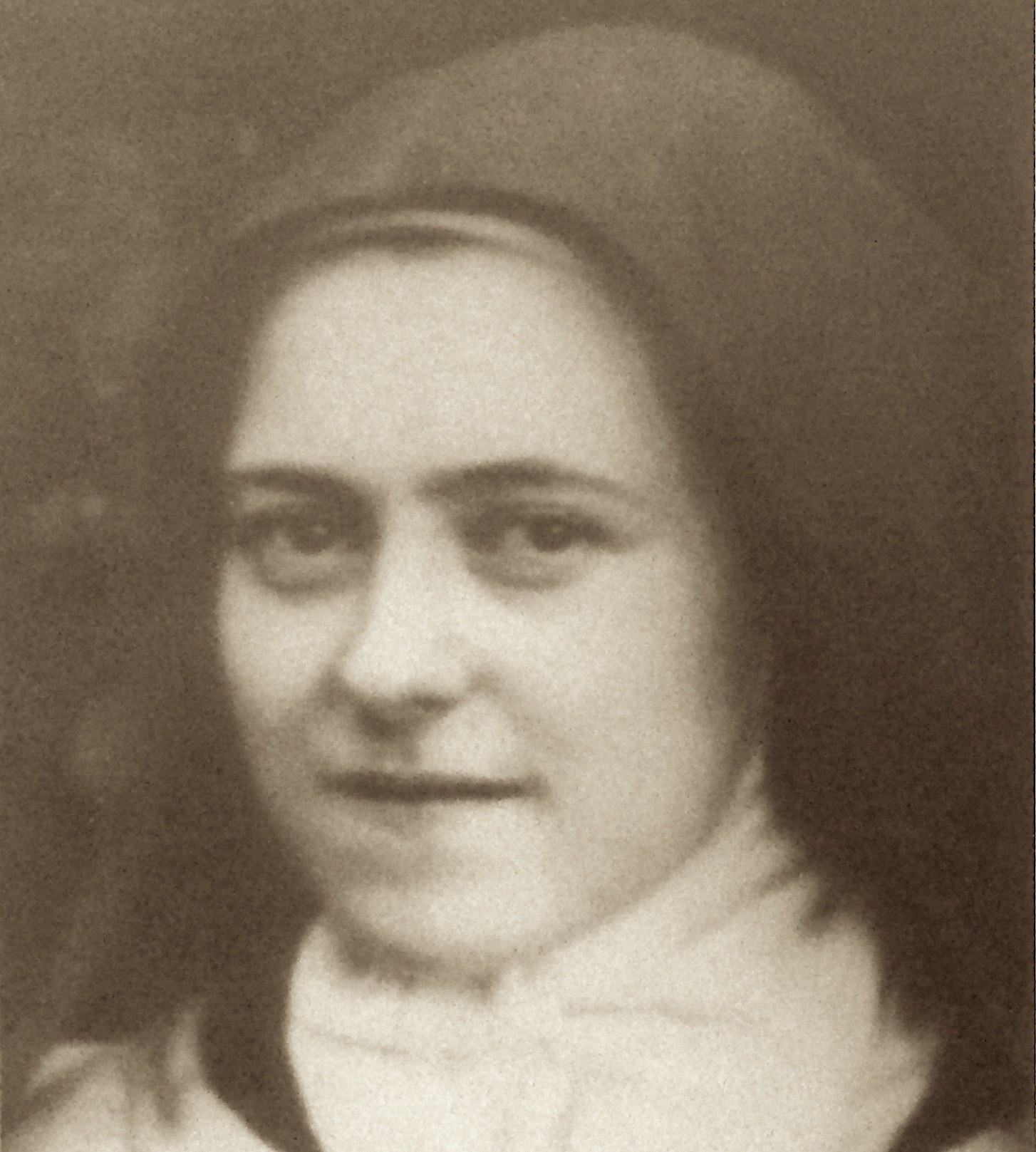
Theresia van Lisieux

Theresia van Lisieux (1873-1897) was kloosterzuster in de Orde van de ongeschoeide Karmelietessen te Lisieux. De stad is een bedevaartsoord voor deze heilige; het is het grootste bedevaartsoord van Frankrijk na Lourdes.
Aan de rand van de stad staat een grote aan Theresia gewijde basiliek. Met de bouw ervan werd begonnen in 1929 en in 1937 werd de kerk ingewijd. De kerk is gebouwd in neoromaans-Byzantijnse stijl, geïnspireerd op de Sacré-Cœur in Parijs. In de stad herinneren nog andere gebouwen aan Theresia, zoals het huis waar ze opgroeide (Les Buissonets) en het karmelietessenklooster waar ze tot haar dood verbleef.

### Stadsbeeld
Lisieux was vroeger bekend vanwege zijn stadsbeeld met gotische en renaissancehuizen in vakwerk, maar het grootste deel van de oude stad werd verwoest bij het bombardement in 1944. De kathedraal Saint-Pierre bleef gespaard. Ze werd gebouwd in de 12e en 13e eeuw in vroeg-gotische stijl. De 16e-eeuwse kerk Saint-Jacques werd zwaar beschadigd in 1944 en werd niet heropgebouwd. Ze doet dienst als tentoonstellingsruimte.
Het stadhuis is sinds 1771 gevestigd in een burgerpaleis uit 1753. Het interieur werd gerestaureerd in 2007.
In de archeologisch tuin (Jardin archéologique) zijn resten van de Gallo-Romeinse thermen.

### Afbeeldingen

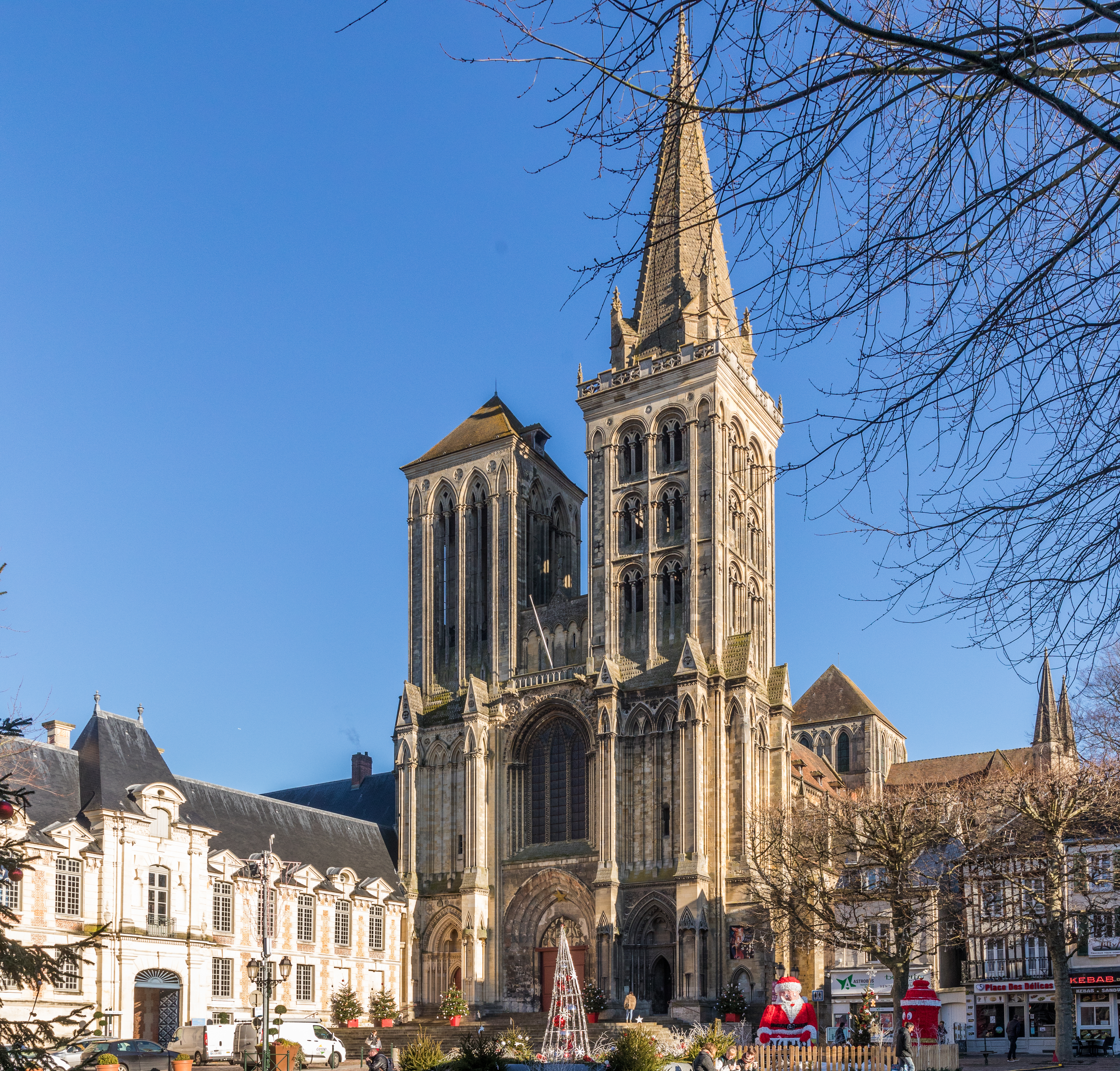
De kathedraal van Lisieux
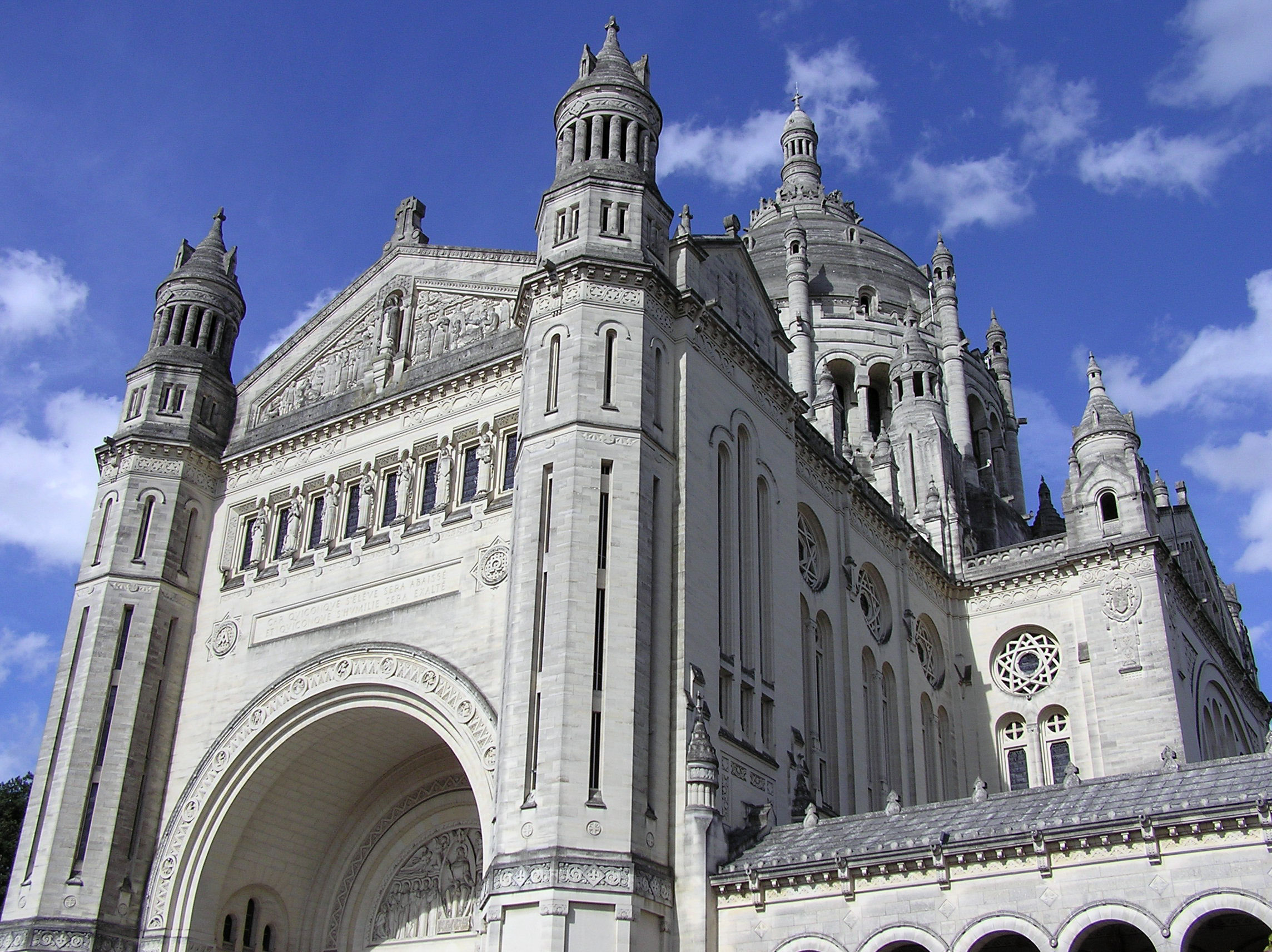
De Basiliek Sainte-Thérèse
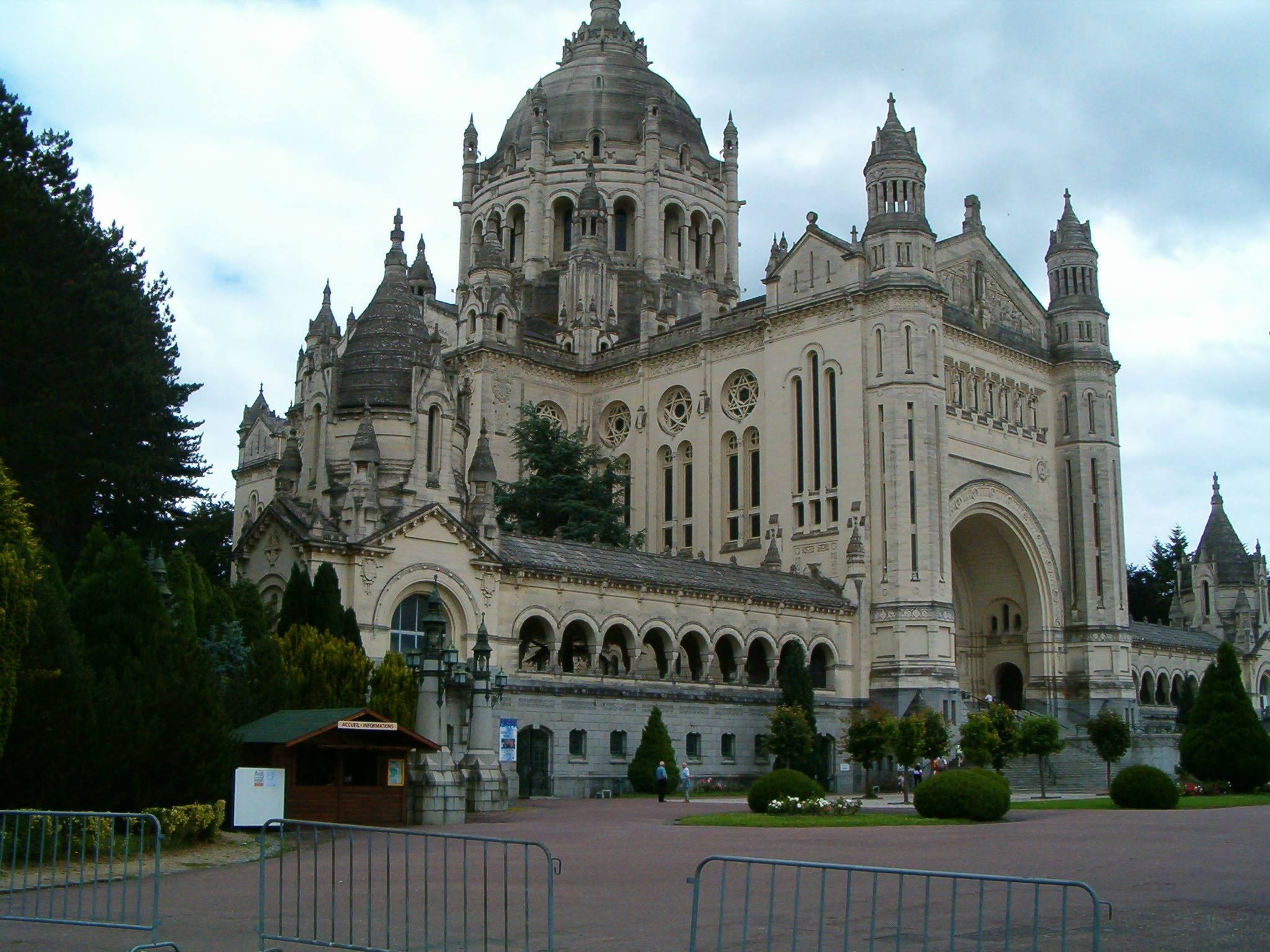
De Basiliek
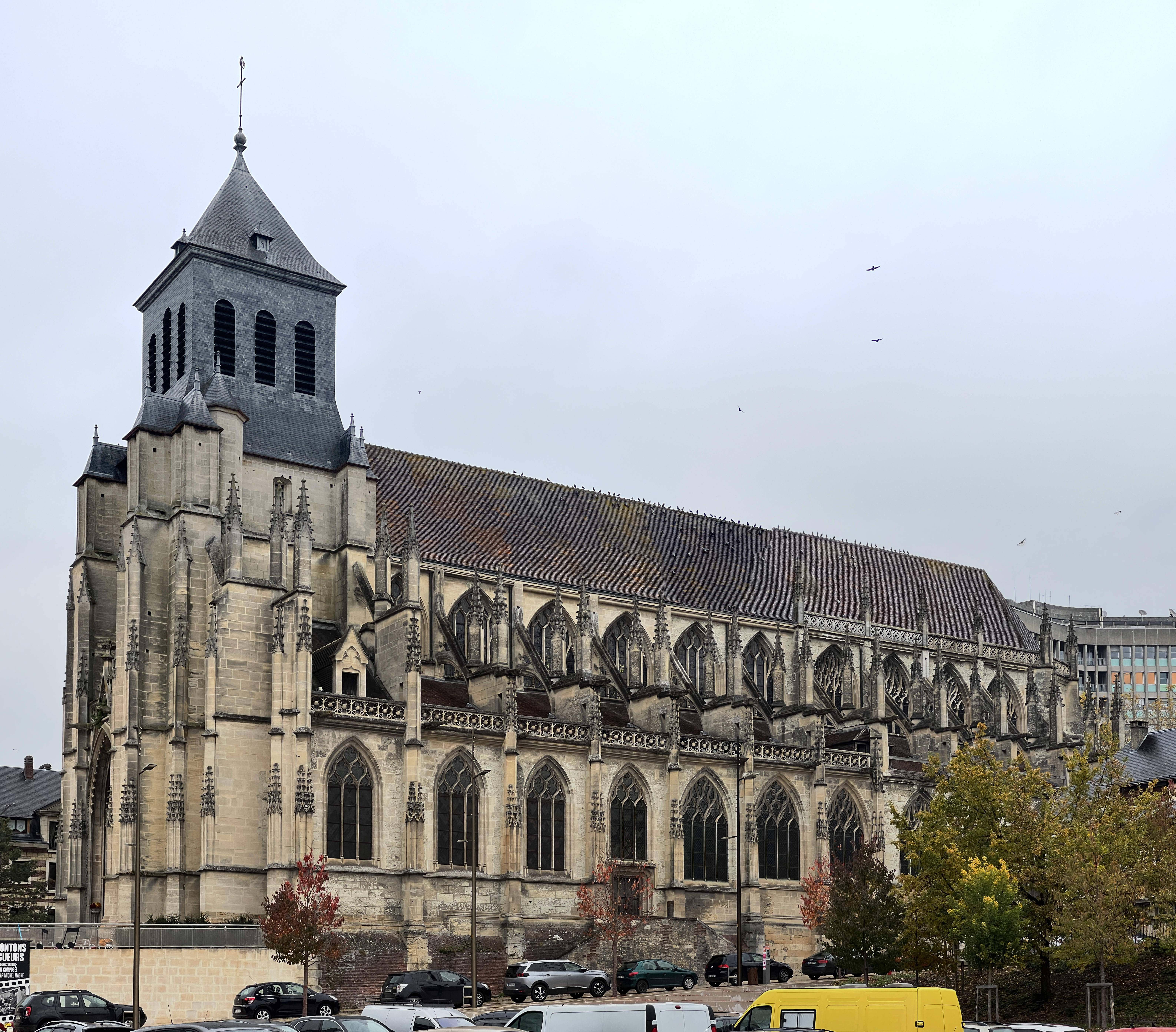
Voormalige kerk Saint-Jacques
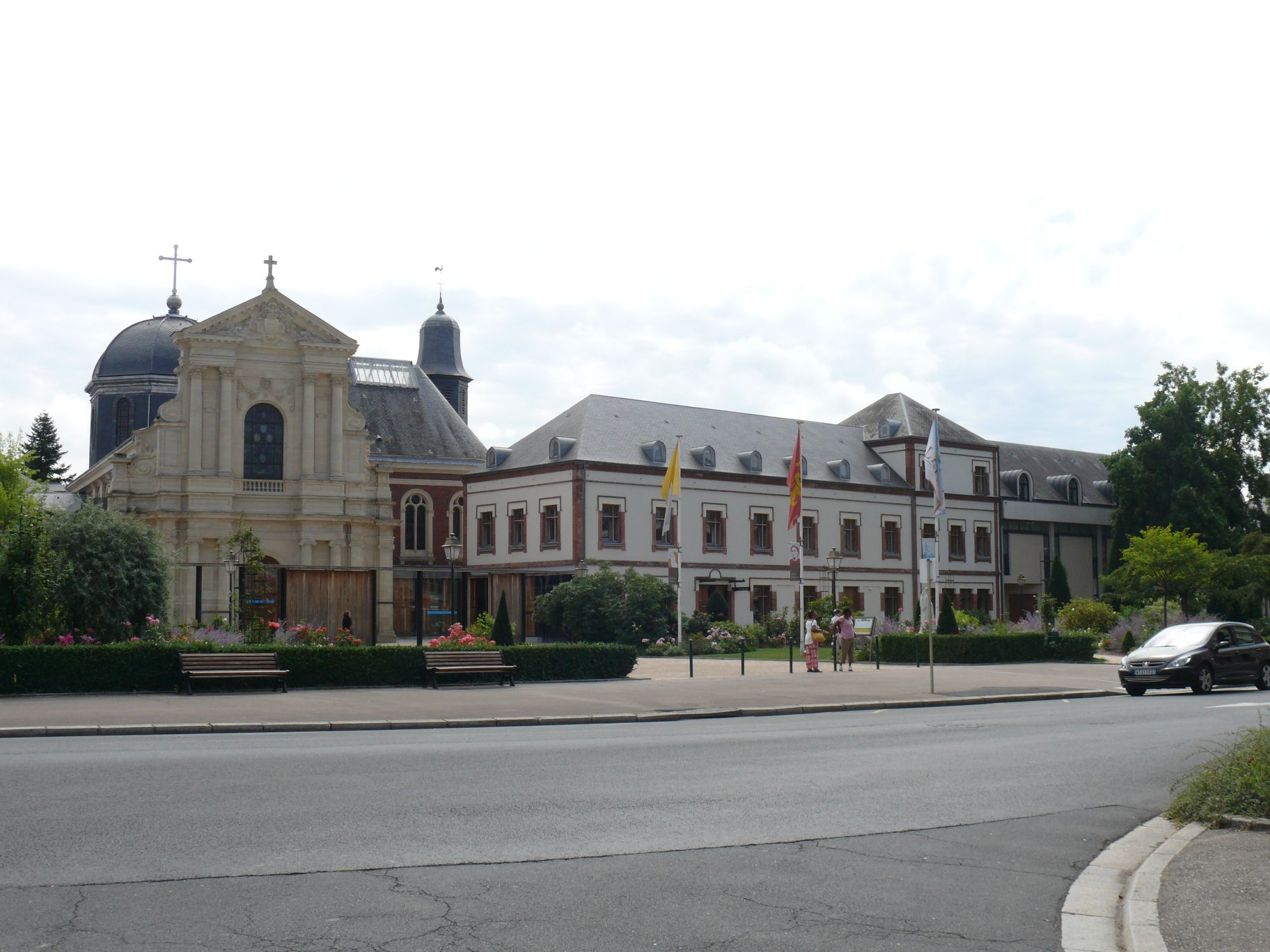
Karmelietessenklooster
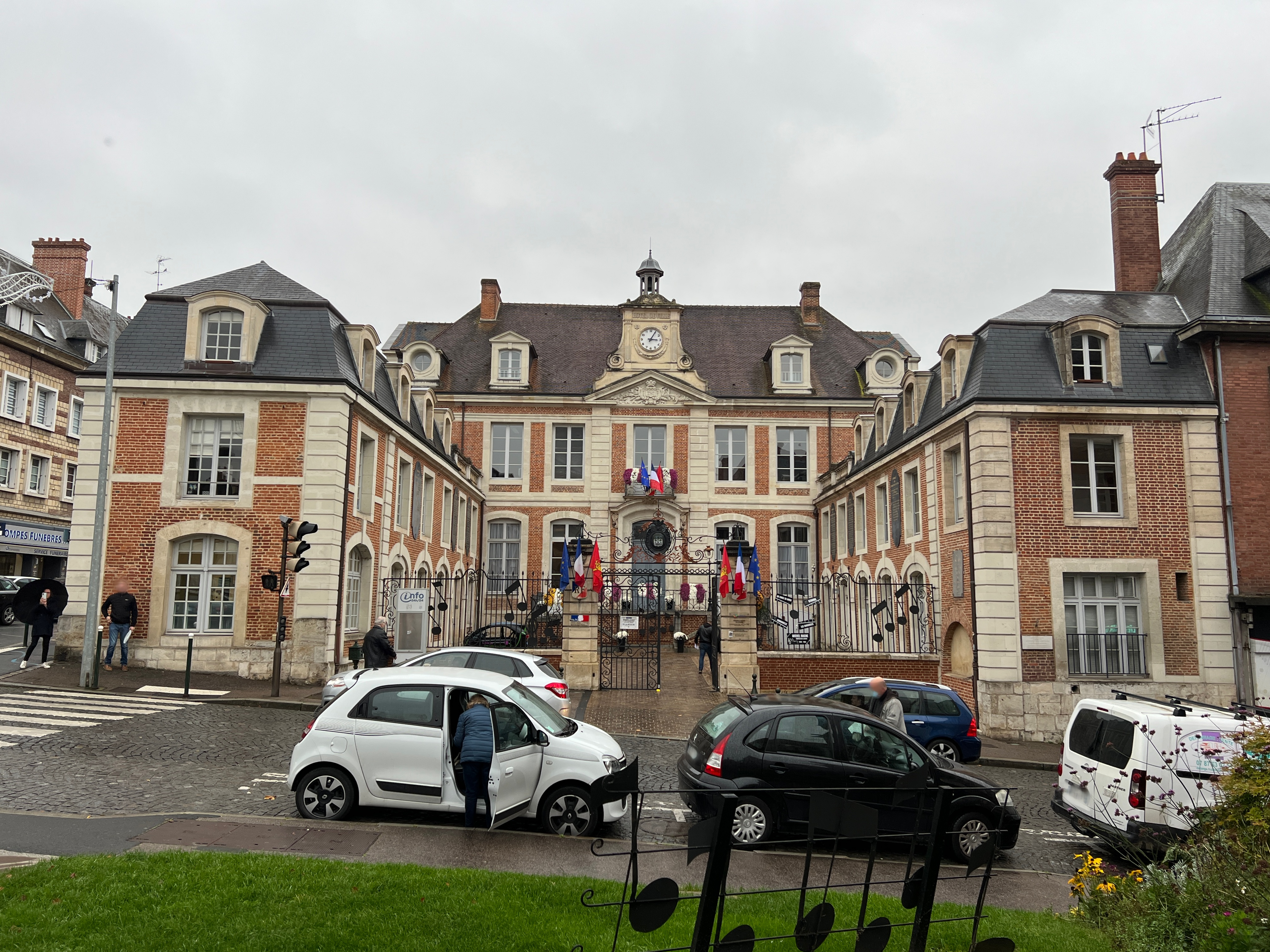
Stadhuis
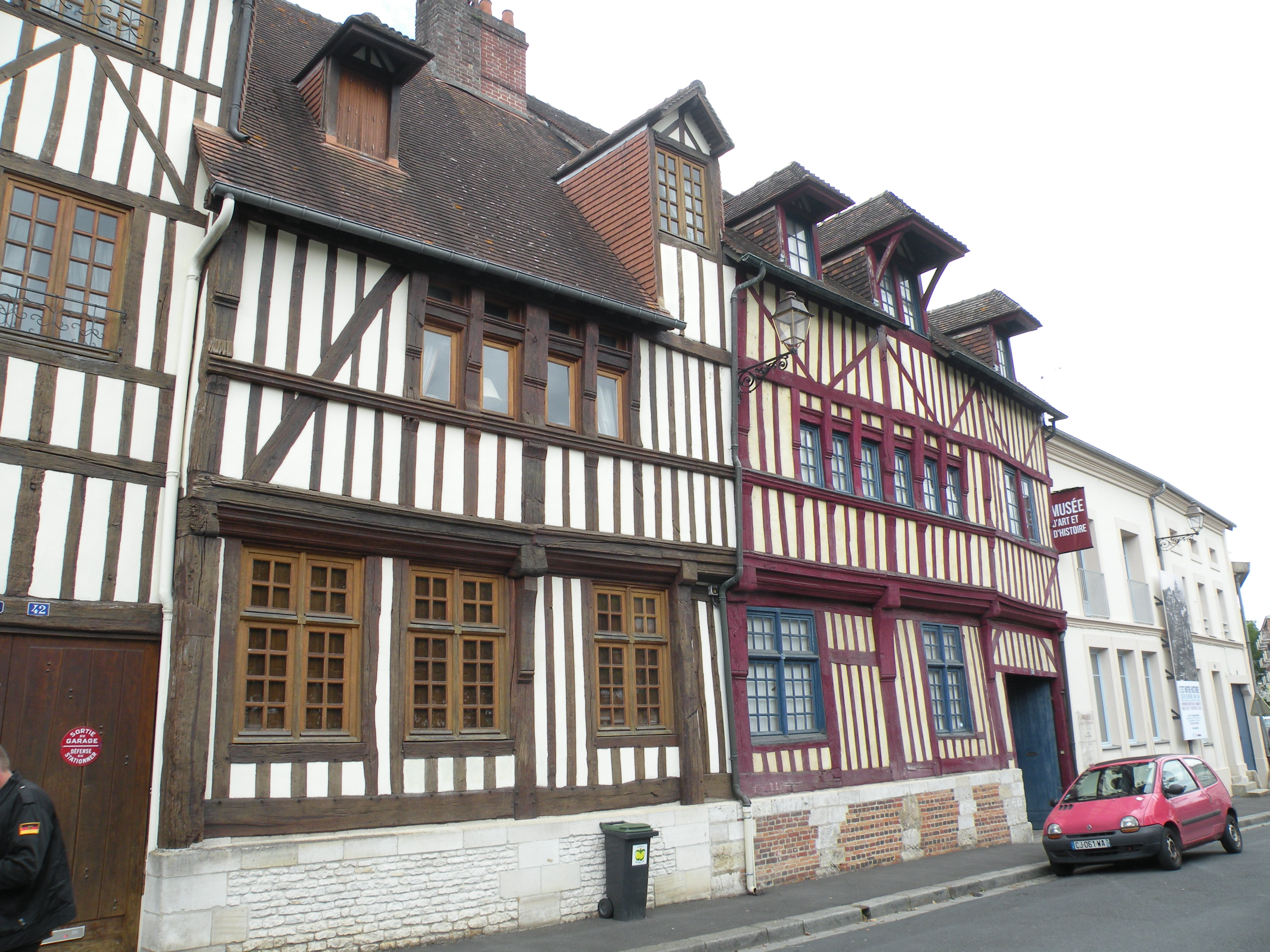
Musée d'Art et d'Histoire
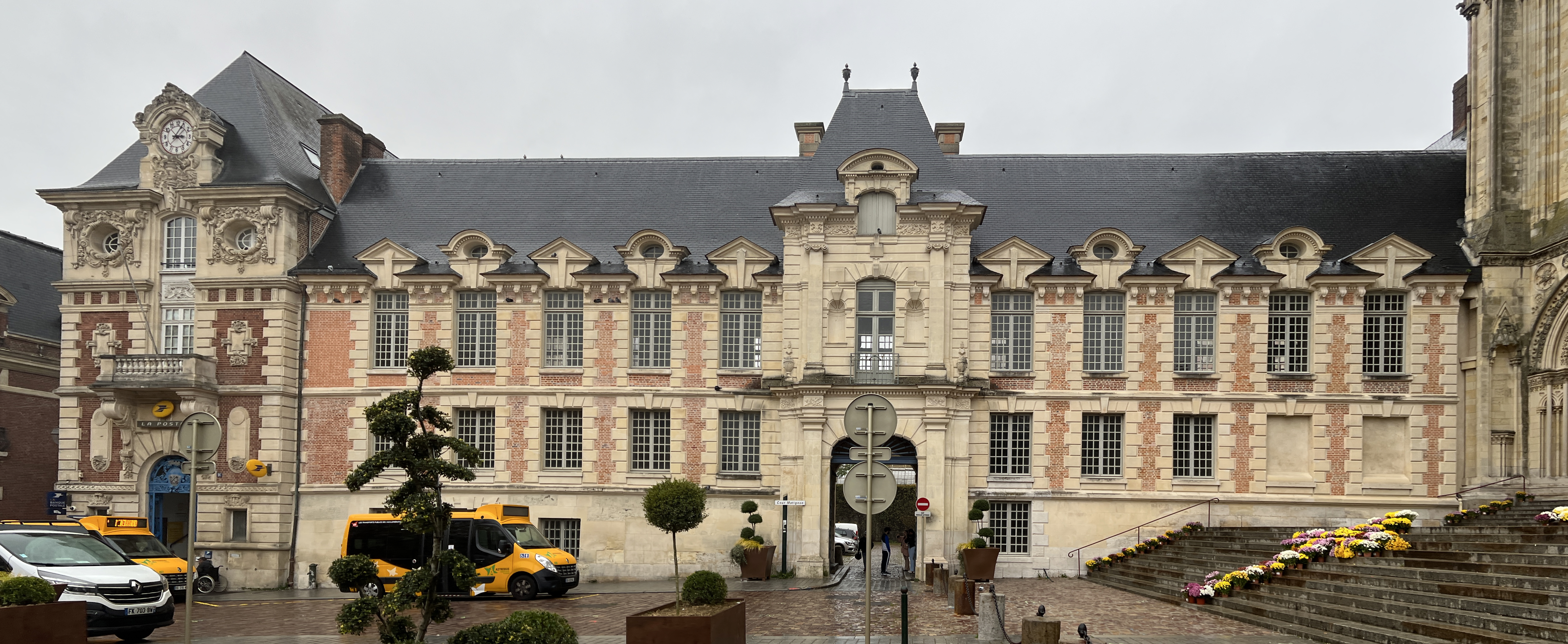
Voormalig bisschoppelijk paleis

## Geografie
De oppervlakte van Lisieux bedroeg op 1 januari 2022 13,07 vierkante kilometer; de bevolkingsdichtheid was toen 1.495 inwoners per km². De gemeente ligt in de vallei van de Touques.
De onderstaande kaart toont de ligging van Lisieux met de belangrijkste infrastructuur en aangrenzende gemeenten.

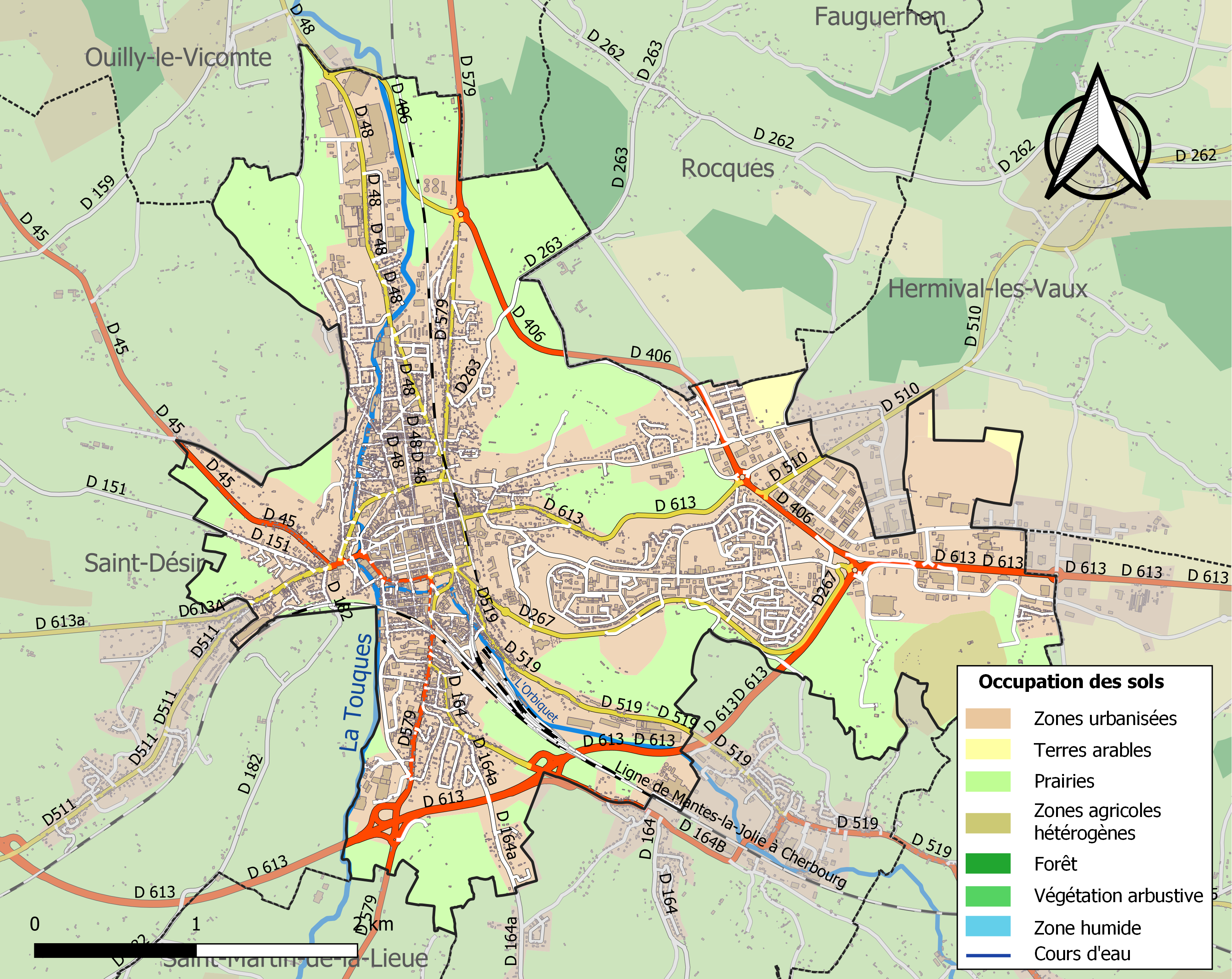

In de gemeente ligt het spoorwegstation Lisieux en de spoorweghalte  Grand-Jardin.

## Sport
Lisieux is vier keer etappeplaats geweest in wielerkoers Ronde van Frankrijk. Drie keer lag de finish van een etappe in Lisieux en dat leverde Ward Sels, Walter Godefroot en Edvald Boasson Hagen als ritwinnaars op.

## Geboren
- Tony Hurel (1 november 1987), wielrenner
- Thomas Heurtaux (3 juli 1988), voetballer
- Jérémy Cornu (7 augustus 1991), wielrenner

## Overleden
- Theresia van Lisieux (30 september 1897), katholieke heilige en kerkleraar